# Calamus curag
Calamus curag är en enhjärtbladig växtart som beskrevs av Francisco Manuel Blanco och Odoardo Beccari. Calamus curag ingår i släktet Calamus och familjen Arecaceae. Inga underarter finns listade i Catalogue of Life.